# Urdevassfjellet
Urdevassfjellet est un mont de la commune de Ringerike, dans comté de Buskerud en Norvège. Son altitude est de 959 m.